# 噶桑丹增嘉措
噶桑丹增嘉措（1810年—1873年），又作罗桑旺秀噶桑嘉措，藏族，凉州达垅沟人，第三世（不计追认）智合仓活佛。

## 生平
1810年生于凉州达垅沟。后来成为第三世（不计追认）智合仓活佛，并任瞿昙寺寺主。1851年出任塔尔寺第五十六任法台。1873年圆寂。